# Дю Кудро, Анжелика
Анжели́к дю Кудрэ́ (фр. Angélique Marguerite Le Boursier du Coudray; родилась около 1712 года, Клермон-Ферран, Франция — умерла 17 апреля 1794 года, Бордо, там же) — придворная акушерка при Людовике XV, новатор в акушерстве, обучившая около 4 000 бедных французских женщин акушерскому делу. Создала первый манекен для обучения родовспоможению (1758).

## Жизнь
Анжелика дю Кудрэ родилась в именитой семье врачей в городе Клермон-Ферран примерно в 1712 году. В 25 лет она закончила трехлетнее обучение в школе хирургии и прошла квалификационный экзамен. После этого ей удалось поступить в Парижский университет на факультет медицины, куда не принимали женщин.
В 1743 году новый статус хирургов позволил им отказаться от обучения женщин-акушерок. Дю Кудрэ и другие акушерки отреагировали на это составив и подписав петицию, в которой обвинили хирургов в пренебрежении своими обязанностями. Их главный аргумент состоял в том, что отказ обучать женщин родовспоможению приведет к тому, что акушерки будут неподобающим образом обучены, а следовательно, это приведет к дефициту сертифицированных акушеров, что нанесёт вред пациентам. После этой петиции решение отказаться от обучения женщин родовспоможению было отменено, а дю Кудрэ назначили главой родильного отделения в госпитале Отель-Дьё. Анжелика стала видной и влиятельной фигурой в Париже.
В 1759 дю Кудрэ выпустила учебник по акушерству Abrégé de l’art des accouchements. В том же году король возложил на неё обязанность обучать крестьянок принимать роды, с целью сократить детскую смертность. С 1760 по 1783 год Анжелика путешествовала по всей Франции, обучая бедных женщин. За это время ей удалось побывать в более чем 40 городах и обучить примерно 4 000 акушерок. Её бывшие студентки, по некоторым оценкам, обучили ещё около 6 000 женщин. Дю Кудрэ также обучила 500 хирургов и терапевтов. Путешествуя по стране и обучая людей, Кудро стала национальной сенсацией и интернациональным символом успеха Франции в медицине.
Анжелика умерла в Бордо в апреле 1794 года. Обстоятельства её смерти доподлинно не известны. Из-за того, что её смерть пришлась на эпоху террора, некоторые ученые считают, что она была убита из-за того, что служила королю. Другие полагают, что она умерла естественной смертью от старости.

## Первый акушерский манекен

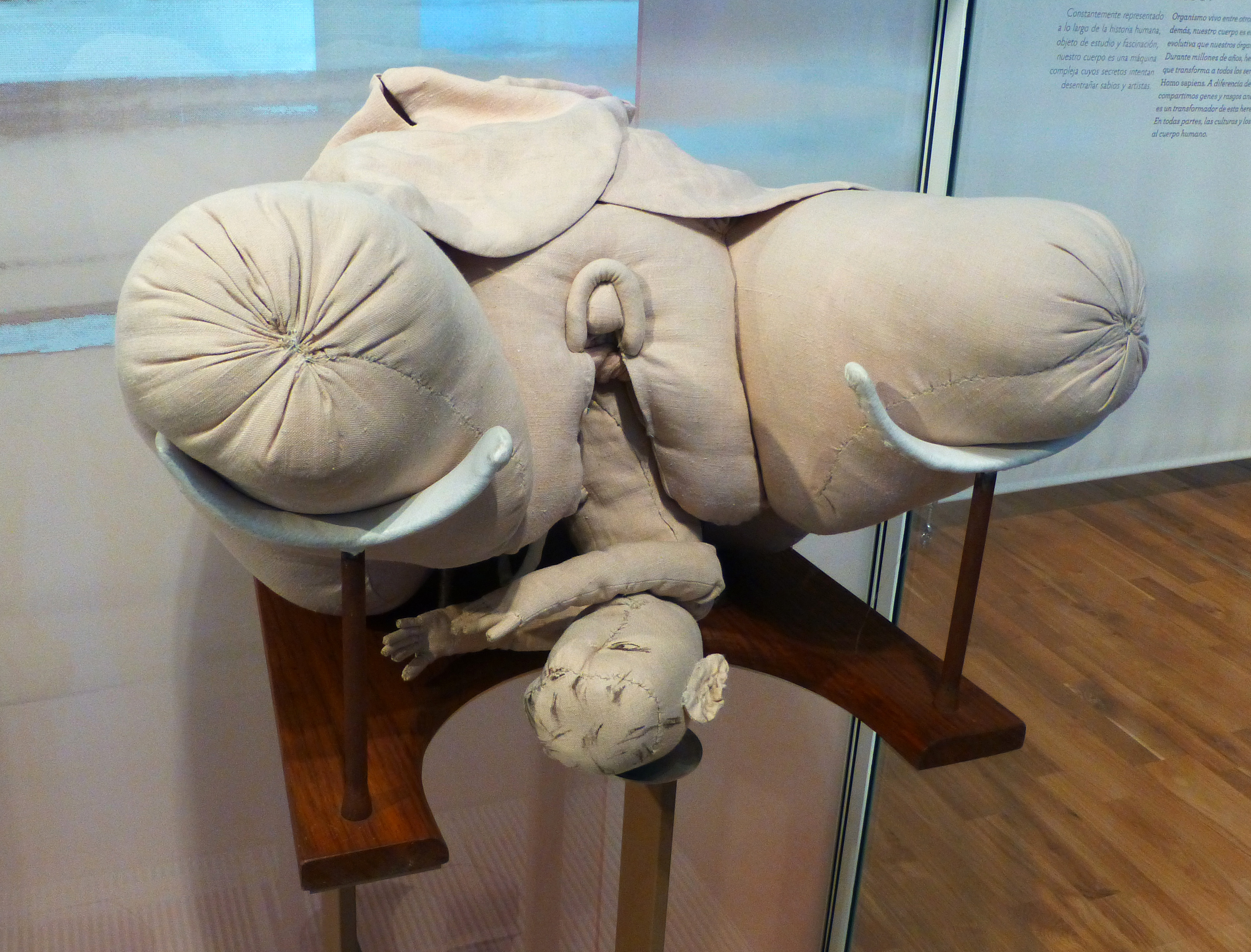
Акушерский манекен, созданный дю Кудрэ

Дю Кудрэ является изобретательницей первого акушерского манекена для обучения врачей. Его называли «Машина». Создание каждого такого манекена стоило 3 000 ливр. Обычно они делались из ткани, кожи и набивки. Иногда для образования торса использовались настоящие человеческие кости. Чтобы продемонстрировать процесс родов, Кудрэ снабдила манекен ремнями и струнами, с помощью которых растягивался родовой канал. Голова манекена-младенца имела сформированный нос, уши и нарисованные чернилами волосы, а также открытый рот примерно 5 см глубиной с языком. Все эти детали помогали обучить акушерок помощи при родах с осложнениями. Оба манекена были детальными и точными.
Изобретение первого акушерского манекена раньше приписывалось Уильяму Смелли, однако «Машина» дю Кудрэ была зарегистрирована Французской академией хирургии раньше (в 1758 году).

## Пособие по акушерству Abrégé
Её учебное пособие Abrégé de l’art des accouchements об искусстве родовспоможения был опубликован в 1759 году. В него вошли лекции дю Кудрэ в том порядке, в каком она читала из своим студентам. Сначала шли сведения о женских репродуктивных органах и процессе размножения, затем разъяснялась необходимость надлежащего ухода за женщиной во время беременности и, наконец, как принимать роды, в том числе при осложнениях. В Abrégé Анжелика также описала редкие ситуации, с которыми она сама сталкивалась. В книге также присутствует описание «Машины». Не смотря на важный вклад дю Кудрэ в акушерское дело, когда впервые вышло её пособием, им пренебрегли из-за маленького формата. Однако само существование Abrégé стало важным фактом для акушерок XVIII века.